# لردو، دورانگو
سیوداد لردو (به اسپانیایی: Ciudad Lerdo) از شهرهای کشور مکزیک است که در ایالت دورانگو قرار دارد و جمعیت آن طبق سرشماری سال ۲۰۱۰ میلادی ۷۹٬۶۶۹ نفر بوده است.